# Fogfejlődés
A fogfejlődés az a komplex folyamat, mely során kialakulnak a fogra jellemző szövetek, morfológiai sajátosságok és a végén a fog megjelenik a szájüregben. A fogakkal rendelkező állatoknál is hasonlóan zajlik le, mint az embernél.
Embernél két rend fogazat fejlődik ki (tej- és maradófogak), míg egyes állatoknál csak egy, másoknál az egész élet során cserélődik (revolver fogazat). Az emberi tejfogak fejlődése már a méhen belüli élet hatodik hetében elkezdődik, míg a maradó fogaké a huszadik héten.

## Áttekintés

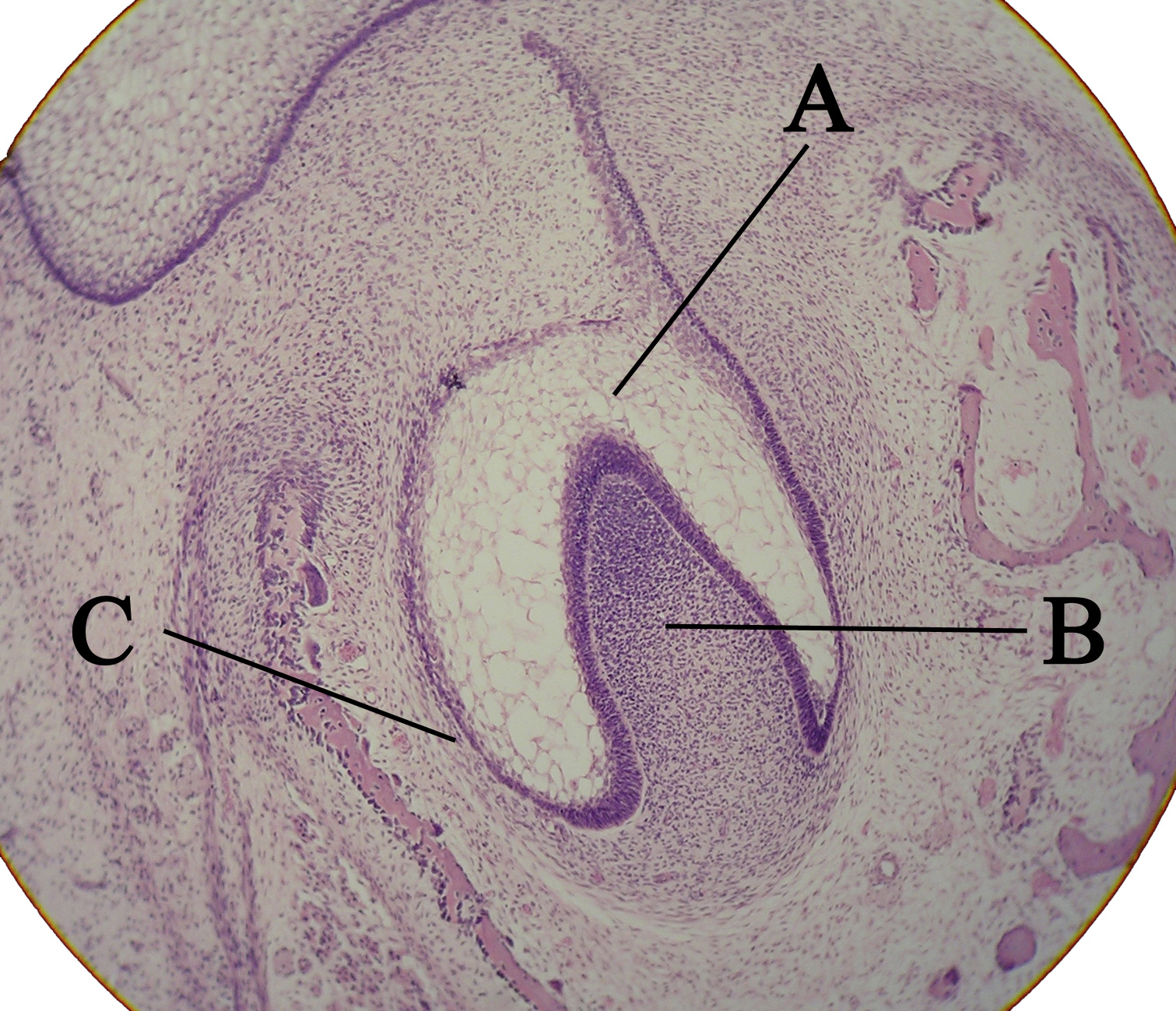
Szövettani metszet egy harang szakaszban lévő fogról.
A: zománcszerv
B: fog papilla
C: fogzacskó

Egy fog a fogcsírának nevezett sejttömörülésből alakul ki. Ezek a sejtek az első kopoltyúív ektodermájából és az ideglemez (crista neuralis) ektomezenchimájából származnak. Egy fogcsírán belül három részt különböztetünk meg: zománcszervet, fogpapillát és fogzacskót.
A hám eredetű (ektodermális) zománcszervben négy sejtréteg figyelhető meg: külső zománchám, reticulum stellatum, stratum intermedium és belső zománchám. Utóbbiból fognak kialakulni a zománcot termelő sejtek, az ameloblasztok. A külső és belső zománchám a majdani gyökér helyén találkozik és kialakítja a Hertwig-féle hámhüvelyt, mely a gyökér fejlődését fogja irányítani.
A kötőszövet eredetű (ektomezenchimális) fogpapilla zománcszerv fele eső részén odontoblasztok differenciálódnak, melyek a dentint fogják termelni. A fogpapilla többi részéből a fogbél fejlődik ki. A zománcszerv és a papilla találkozásánál lévő alaphártya alakja fogja megadni a fog végső alakját. Ez már korai stádiumban jól megfigyelhető.
A szintén kötőszövet eredetű fogzacskóból a fog rögzítő elemei alakulnak ki: cement, gyökérhártya, fogmeder és az íny.

## Szakaszai
Első lépésként az elemi szájüreg (stomodeum) ektodermája a mélybe nyomul és egy sáncot képez: ez a sulcus vestibularis. Belső oldalán a fogléc (lamina dentalis) külső oldalán az ajakléc (lamina vestibularis) található. Az ajaklécből fog kialakulni a pofa és az ajkak. 
A fog fejlődése során különböző fázisokat különítünk el: csíra vagy bimbó, sapka, harang és érési szakaszokat. Ezek követik egymást és nem mindig különíthetők el. Tulajdonképpen a fogcsírát alkotó sejtek különböző differenciálódási szakaszai.

### Csíra szakasz
A fogléc „csúcsán” az ektoderma újból befűződik az alatta lévő mezenchimába. Itt a sejtek gyors szaporulatba kezdenek, az ideglemezből származó ektomezenchimális sejtekkel együtt, kialakítva a fogcsírát. Ebben a fázisban még nem figyelhető meg a sejtek jellegzetes elrendeződése.

### Sapka szakasz

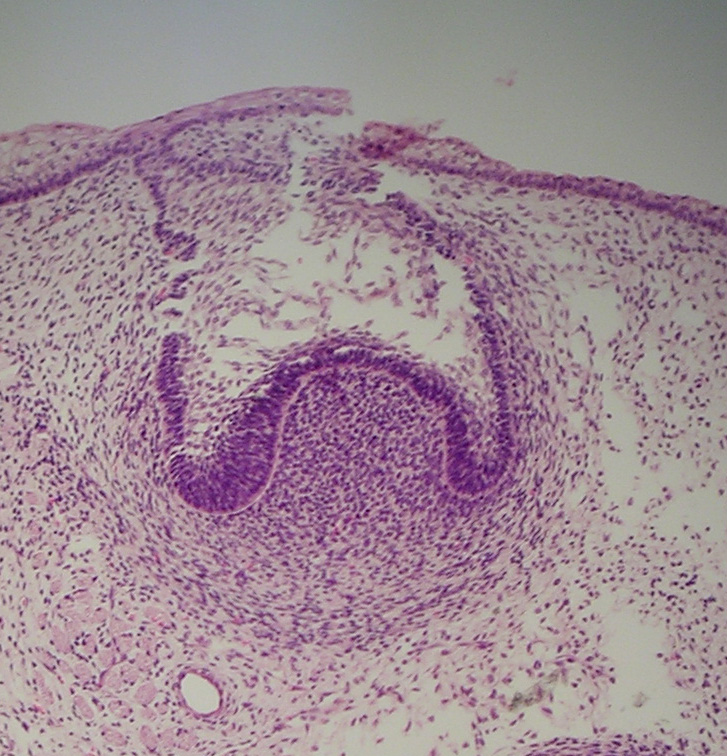
Szövettani metszet egy sapka stádiumban lévő fogcsíráról.

Az ektoderma szélein a sejtek gyorsabban szaporodnak és a mélybe nyomulnak, körbeveszik az ott található ektomezenchimális sejteket. Így alakul ki a sapka formájú zománcszerv. Az ektomezenchimális sejtek szintén szaporodnak, de kevesebb extracelulláris mátrixot képeznek, kialakítva a fogpapillát. A fogzacskó sejtjei majdnem teljesen körbeveszik a zománcszervet és a papillát.

### Harang szakasz

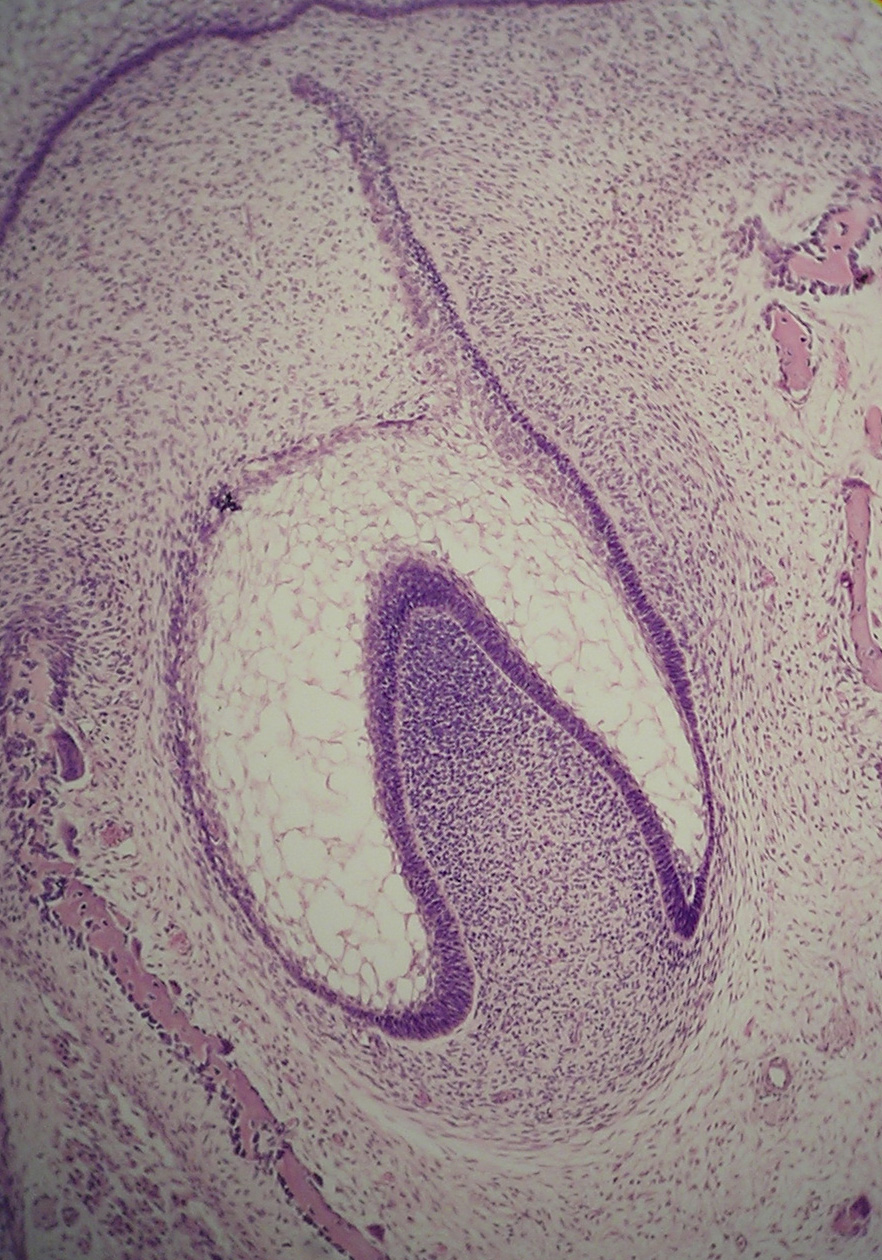
Korai harang szakaszban lévő fogcsíra.

Ebben a szakaszban kezdődik el a zománcszerv sejtjeinek a differenciálódása. Kialakul a köbös sejteket tartalmazó külső- és belső zománchám. A kettő közt csillag alakú sejteket figyelhetünk meg, ezért a réteg neve reticulum stellatum. Ezek a sejtek glükózaminoglikánokat termelnek. A molekulák bontása révén energia szabadul fel, ezt az energiát használják fel az ameloblasztok, mivel nincs közvetlen vérellátásuk. 

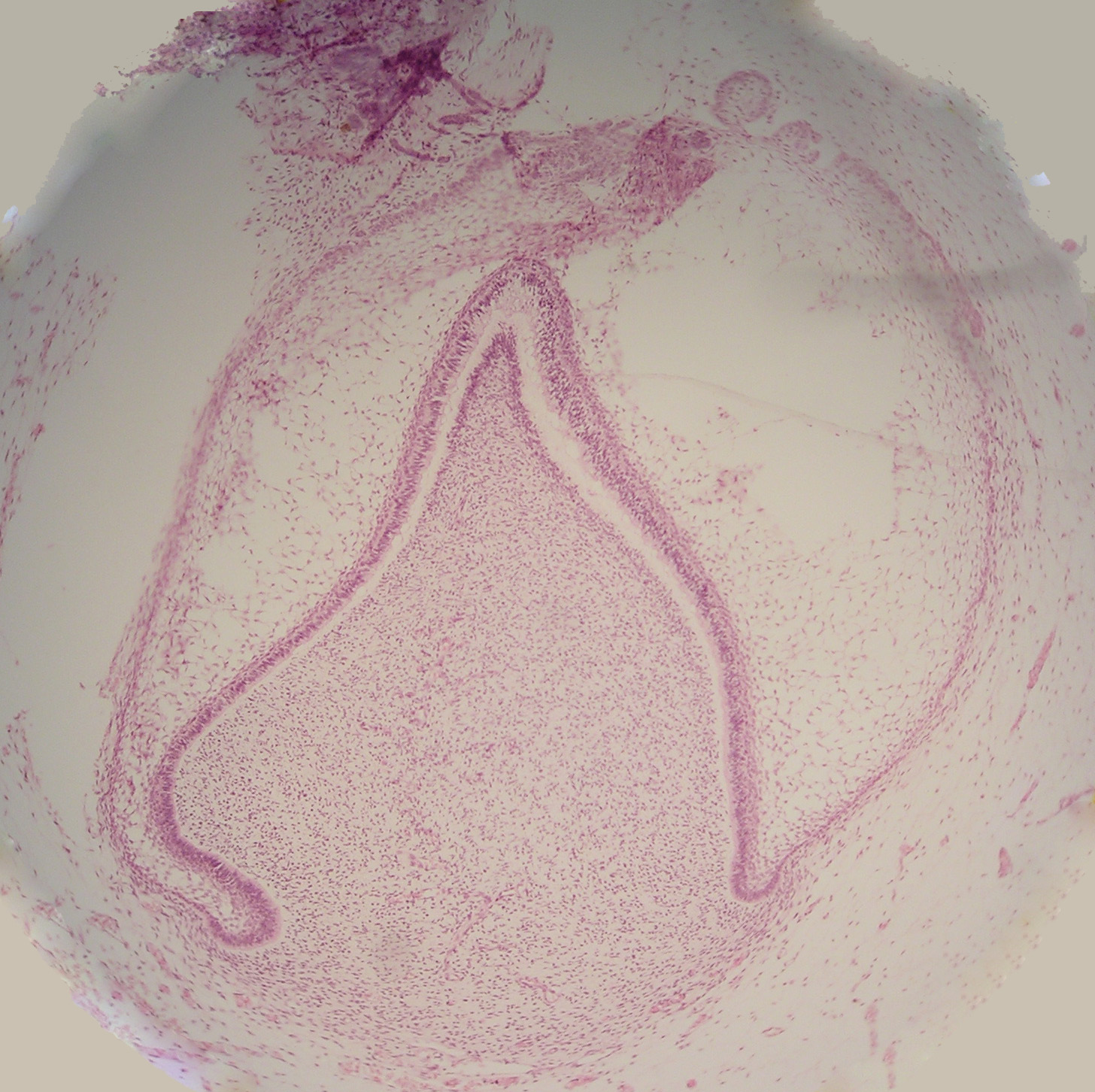
Késői harang szakasz, ahol már nincs meg a fogléc, és a fog formája is kialakult.

A stratum intermedium szintén köbös sejtjei a belső zománchámot veszik körül. Az a megfigyelés, miszerint a bennük található glikogén a zománc képzésének a megindulásakor eltűnik, arra utal, hogy hasonló szerepe lehet mint a glükózaminoglikánoknak. Kezdetben csak a két réteg sejt „felélésével” történik a zománc képzése. Később ugyancsak érmentes marad a zománcszerv, de körülötte dús kapilláris hálózat jelenik meg, melyből diffúzió révén kapja a tápanyagokat. 
Szintén ebben a fázisban veszíti el a fogcsíra a kapcsolatát az elemi szájüreg hámszövetével. A belső zománchám számos redőt vet. Valószínű, hogy ezen csomók, kötegek szerepe a fog csücskeinek és árkainak a kialakítása.

### Koronai szakasz

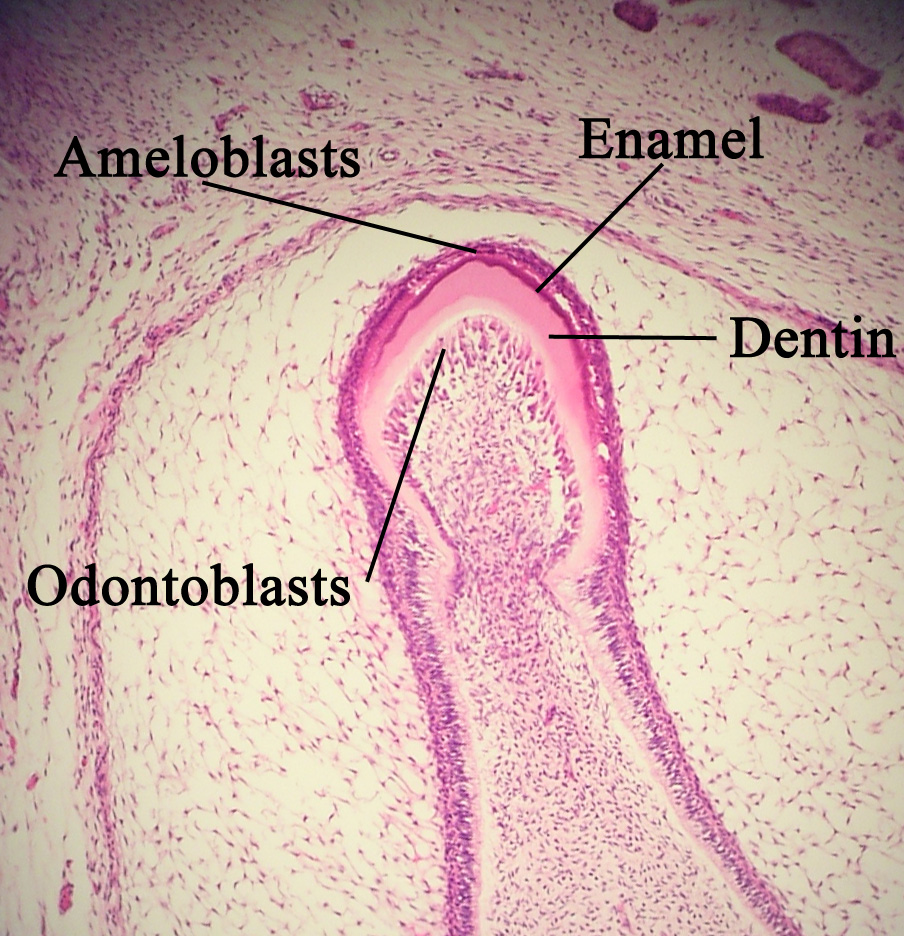
Koronai szakasz: dentin és zománc termelése.

Ebben a szakaszban kezdődik el a zománc és a koronai dentin lerakása. A gyökér fejlődése csak a korona teljes kialakulása után kezdődik el.
A belső zománchám sejtjei addig osztódnak, míg kialakul a fogra jellemző forma. Ekkor leáll a sejtosztódás és a sejtek megnyúlnak, henger alakúak lesznek, sejtmagjuk eltávolodik a dentális papillától, kialakulnak az ún. preameloblasztok. Ezek indukálják a dentális papilla zománcszervhez közel eső sejtjeit, melyek szintén henger alakúak lesznek, megnő a sejtszervecske számuk és a dentin szerves állományát kezdik lerakni. Egy bizonyos vastagságú réteg lerakása után az mineralizálódik. Most a dentin megjelenése lesz a stimulus a preameloblasztok számára, melyek ameloblasztokká differenciálódnak és elkezdik a zománc szintézisét. A dentin lerakása közben az odontoblasztok a dentális papilla felé visszahúzódnak, miközben az ameloblasztok ellentétes irányba, a külső zománchám felé vándorolnak. 
Kísérletekkel bebizonyították, hogy hogy ha a preameloblasztok nem alakulnak ki, az egész korona fejlődése elmarad, mert az odontoblasztok nem differenciálódnak és így később az ameloblasztok sem alakulnak ki.

## Keményszövetek kialakulása

### Dentin
A dentin termelődik elsőnek a fog szövetei közül. Mindig egy majdani csücsöknek megfelelően. A dentin legnagyobb mennyisége a fogfejlődés során képződik, ez a primer dentin. De az élet során folyamatosan termelődik az ún. szekunder dentin. Tercier vagy reaktív dentin a fog szöveteinek a károsodásakor termelődik.
Az odontoblasztok, differenciálódásuk után rögtön elkezdik a dentin lerakását. Kezdetben egy vastag kollagénrostokból álló, kevésbé mineralizált réteget raknak le. Ebben a mantle-dentinnek nevezett, kb. 5-30 μm vastag rétegben a dentin csatornák is hiányoznak. Később az odontoblasztok visszahúzódásuk közben nyúlványokat növesztenek. Ezek a dentinréteg vastagodásával párhuzamosan növekednek. A bennük található mikrotubulusokon keresztül nagy anyagtranszport folyik. Egyrészt az új predentinréteg képzéséhez szükséges kollagén és egyéb szerves anyagok, másrészt a mineralizációhoz szükséges ásványi anyagok szállítása. A mineralizáció során egyes szerves anyagok lebomlanak és ezek is a Tomes-nyúlványokon át távoznak.
A gyökéri dentin csak a fogkorona teljes kialakulása után kezd lerakódni. Termelődését a Hertwig-féle hámhüvely sejtjei indítják el.

### Zománc
A koronai szakaszban, miután elkezdődött a dentin termelése, a zománc termelése is elkezdődik. Ez két részben zajlik le: szekréciós és érési.
A szekréciós fázisban az ameloblasztok különböző fehérjéket raknak le, melyek a zománc mineralizációját irányítják és a vázát képezik. Ezen fehérjék részben mineralizálódnak ebben a fázisban. A zománc szervetlen anyag tartalma az érési fázis végén csak 30%, a végső 96%-kal szemben. Az ameloblasztok a szerves anyag lerakása közben visszahúzódnak és Tomes-nyúlványokat hagynak maguk után. A kristályképződés során a Tomes-nyúlványok vége által lerakott hidroxilapatit kristályok fogják alkotni a centrális kristályköteget (ún. zománcprizma) és a nyúlványok oldalsó része által lerakott, más irányú, kristályok az oldalsó kristályköteget (interprizmatikus állomány).
Az érési fázisban a fehérjék közül egyesek lebomlanak és az ameloblasztokon keresztül távoznak, helyet teremtve a szervetlen anyagoknak. Ilyenkor a sejtek átalakulnak szekretáló sejtekből transzportáló sejtekké. Egyik lépésben a fehérjéket elszállítják a kezdetleges zománcból, a másikban szervetlen anyagokat szállítanak a mineralizáció helyére.

## Fogágy kialakulása
A fogágy négy alkotóelemének a fejlődése egyszerre és elválaszthatatlanul történik. Ez a fejlődés a korona teljes kifejlődése után indul be és a fog előtörésével párhuzamosan történik. A külső és belső zománchám sejtjei a majdani gyökér helyén egymáshoz tapadnak, eltűnik közülük a reticulum stellatum, és a Hertwig-féle hámhüvelyt képezik. Ezen hámhüvely alakja megfelel a fog gyökérkonformációjának. Miután egy bizonyos vastagságú gyökérdentin lerakódott a hámhüvely kezd felszakadozni. Az így keletkezett résekbe fibroblasztok nyomulnak és vastag kollagén rostokat kezdnek lerakni. A fibroblasztok az alveoláris csont felől is rostokat termelnek. De ezen két réteg rost még nincs kapcsolatban. A fogzacskó ektomezenchimális sejtjeiből, a fibroblasztok mellett, cementoblasztok és oszteoblasztok is differenciálódnak. A cementoblasztok a gyökér felszínén a cementet fogják képezni, úgy, hogy az ott található kollagén rostok bekerülnek a cement állományába. A másik oldalon az oszteoblasztok is hasonlóan képezik a csontot.
Csak a fog áttörése után, az okklúzióba kerülés közben, rendeződnek a rostok a megfelelő irányba (függőleges, vízszintes, ferde). Ugyancsak ekkor rakódik le a cement nagy része. Ha a fogzacskó sejtjei csak részben tűnnek el, ún. Malassez-féle sejtekként maradnak vissza. Ezek általában latensek, de bizonyos, még nem tisztázott körülmények között (például gyulladás), cisztákká alakulhatnak.
A fogíny teljesen külön fejlődik a fog többi szövetétől: a szájüreg hámsejtjeiből alakul ki, a fogelőtörés során. Miután a zománc képződése teljesen befejeződött a redukált ameloblasztok és a külső zománchám összetapad. Ez az elsődleges hámtapadás. A fogelőtörés későbbi szakaszában, amikor a fog eléri a szájüreg hámrétegét, a külső zománchám és a hámréteg bazális sejtjei egymásba folynak. Ezek a sejtek alkotják a junctionális epithelt és ezt már másodlagos hámtapadásnak nevezzük. A hámréteg megszakadásától a fog okklúzióba kerüléséig a junctionális epithel folyamatosan apikális irányba vándorol. A sejtek hemidesmosomákkal fognak a foghoz tapadni.

## Fogelőtörés
A fogelőtörés az a folyamat, melynek során a fogak megjelennek a szájüregben és okklúzióba kerülnek. Az a mechanizmus, amely kiemeli a fogat az alveolusból, nem teljesen tisztázott. Kísérletileg igazolták a fogzacskó szerepét ebben a folyamatban. Ha eltávolították a fogzacskó különböző részeit, a fog előtörése elmaradt, vagy a gyökér nem alakult ki. A fogzacskó sejtjei különböző enzimeket (metalloproteinázokat) termelnek, melyek a zománc feletti szöveteket képesek lebontani. Ezenkívül csontbontó sejtekké, oszteoklasztokká tudnak differenciálódni. A fogelőtörés irányában lévő szövetek lebontása közben folyamatosan csontképzés történik a többi részen, ugyanakkor ebben a fázisban kapcsolódnak össze a gyökérhártya kollagén rostjai.
Embernél megkülönböztetünk: tejfogazatot – amikor csak tejfogak találhatóak a szájüregben, vegyes fogazatot – az első maradó fog megjelenésétől, az utolsó tejfog kihullásáig, ezután maradó fogazatról beszélünk.
A fogak előtörésének a sorrendje a következő táblázatban látható (az Amerikai Fogászati Egyesület után ):
|             | Tejfogak (hónapokban)  | Tejfogak (hónapokban) | Tejfogak (hónapokban) | Tejfogak (hónapokban) | Tejfogak (hónapokban) | Tejfogak (hónapokban) | Tejfogak (hónapokban) | Tejfogak (hónapokban) |
| ----------- | ---------------------- | --------------------- | --------------------- | --------------------- | --------------------- | --------------------- | --------------------- | --------------------- |
|             | Középső metsző         | Oldalsó metsző        | Szemfog               |                       |                       | Első tejőrlő          | Második tejőrlő       |                       |
| Felső fogak | 8-12                   | 9-13                  | 16-22                 |                       |                       | 13-29                 | 25-33                 |                       |
| Alsó fogak  | 6-10                   | 10-16                 | 17-23                 |                       |                       | 14-18                 | 23-31                 |                       |
|             | Maradó fogak (években) |                       |                       |                       |                       |                       |                       |                       |
|             | Középső metsző         | Oldalsó metsző        | Szemfog               | Első Kisőrlő          | Második Kisőrlő       | Első nagyőrlő         | Második nagyőrlő      | Harmadik nagyőrlő     |
| Felső fogak | 7–8                    | 8–9                   | 11–12                 | 10–11                 | 10–12                 | 6–7                   | 12–13                 | 17–21                 |
| Alsó fogak  | 6–7                    | 7–8                   | 9–10                  | 10–12                 | 11–12                 | 6–7                   | 11–13                 | 17–21                 |

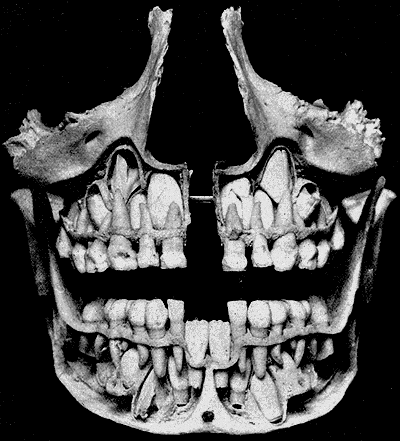
Csontpreparátum tej- és maradó fogakkal.

A tejfogak a fogsorban elfoglalt helyük sorrendjében jelennek meg. A maradó fogaknál ez alól kivételt képez az első nagyőrlő és a felső szemfog. A maradó frontfogak belülről, a szájpad és a nyelv felől közelítik meg a tejfogakat, míg a kisőrlők a tejmolárisok gyökerei közt jelennek meg.
Ha a tejőrlőket kihúzzák, a kisőrlők túl korán jelennek meg és a középvonal fele vándorolnak, beszűkítve ezáltal a helyet. Mivel a szemfog később jelenik meg, nem lesz helye a fogíven és vagy kívül, a szájtornác felől, vagy belül fog előtörni.

## Fordítás
- Ez a szócikk részben vagy egészben  a   Tooth development című angol Wikipédia-szócikk ezen változatának fordításán alapul.  Az eredeti cikk szerkesztőit annak laptörténete sorolja fel. Ez a jelzés csupán a megfogalmazás eredetét és a szerzői jogokat jelzi, nem szolgál a cikkben szereplő információk forrásmegjelöléseként.